# Kat, Turhal
Kat là một thị trấn thuộc huyện Turhal, tỉnh Tokat, Thổ Nhĩ Kỳ. Dân số thời điểm năm 2011 là 1.812 người.